# Jevgenij Pavlovič Leonov
Jevgenij Pavlovič Leonov (rusko Евге́ний Па́влович Лео́нов), ruski gledališki in filmski igralec, * 2. september 1926, Moskva, Sovjetska zveza, * 29. januar 1994, Moskva, Rusija.

## Življenje
V mladosti si je Leonov želel postati vojaški pilot. Gotovo je nanj vplivala tudi očetova služba v letalski tovarni. Med 2. svetovno vojno je skupaj s celotno družino delal v tovarni orožja. Po vojni se je vpisal v šolo Moskovskega umetniškega akademskega gledališča Čehova (MHAT), kjer je študiral pri Mihailu Mihajloviču Janšinu in diplomiral leta 1947. Od leta 1948 je igral v Moskovskem dramskem gledališču Stanislavskega. V letu 1955 se je pridružil Komunistični partiji SZ. V letu 1968 je postal član Gledališča Majakovskega, leta 1972 pa član Moskovskega gledališča Leninovega komsomola (od leta 1990 gledališče »Lenkom«).
Leonov velja za zelo priljubljenega sovjetskega in ruskega igralca, ki je s svojo igro navduševal več generacij. Posodil je tudi glas več likom iz risanih filmov. Verjetno je od njih najbolj znan Milneov lik Medvedka Puja v sovjetski risani nanizanki, snemani med letoma 1969 in 1972.
Leonov je znan tudi po svoji ljubezenski pesmi, ki jo je predstavil v filmih Danelije v več različicah od kavkaških motivov do različice v čatlanščini, izmišljenem jeziku v znanstvenofantastičnem filmu Kin-dza-dza (Кин-дза-дза!) iz leta 1986.
V svojem prvem filmu je imel le manjšo nadomestno vlogo in njegovega igralskega daru niso zapazili. Kasneje ga je Danelija povabil v skoraj vse svoje filme, tako da je Leonov igral v njegovih filmih kot so: Gospodje sreče (Джентльмены удачи) (1971), Jesenski maraton (Осенний марафон) (1979) in Kin-dza-dza. »Njegova nizka, okrogla postava, izrazit pogled, širok in odprti obraz, počasno gibanje, ter rahlo nerazločni govor« so bili po besedah All Movie Guide »idealna kombinacija za komične vloge, v katere se je usmeril«. Dobro in naravno je znal igrati tudi tragične like. Mnogo znanih igralcev se je izogibalo filmov v katerih je igral Leonov, ravno zaradi njegovega naravnega igranja, saj bi sami izpadli prisiljeno. Njegova kratka vloga v filmu Jesenski maraton Danelije mu je prinesla nagrado za najboljšo moško vlogo na Beneškem filmskem festivalu.
Pokopan je na moskovskem pokopališču Novodeviči.

## Filmografija
- 1949 — Veseli izlet (Счастливый рейс) — epizoda
- 1949 — Svinčnik na ledu (Карандаш на льду) — epizoda
- 1951 — Športna čast (Спортивная честь) — natakar
- 1954 — Morski lovec (Морской охотник) — ladijski kuhar
- 1955 — Cesta (Дорога) — Paška Eskov
- 1956 — Zadeva Rumjanceva (Дело Румянцева) — Snegirjov
- 1957 — Edinstvena pomlad (Неповторимая весна) — Košelev
- 1958 — Ulica polna nepričakovanosti (Улица полна неожиданностей) — miličnik Serdjukov
- 1958 — Težka zadovoljnost (Трудное счастье) — Agafon
- 1959 — Ne imej sto rubljev (Не имей сто рублей) — Muhin
- 1959 — Umetniško delo (Произведение искусства) — Saša Smirnov
- 1959 — Povest o mladoporočencih (Повесть о молодожёнах)
- 1959 — Snežena zgodba (Снежная сказка) — Staro leto
- 1961 — Progasti izlet (Полосатый рейс) — Šulejkin
- 1962 — Čerjomuški (Черёмушки) — Barabaškin
- 1964 — Neoporečna igralka (Крепостная актриса) — Kutajsov
- 1964 — Donska povest (Донская повесть) — Jakov Šibalok
- 1964 — Južni križ nad nami (Над нами Южный Крест) — epizoda
- 1965 — Triintrideset (Тридцать три) — Travkin
- 1967 — Prvi kurir (Первый курьер) — Kritski
- 1967 — Zarečenski mužiki (Зареченские мужики) — ženitni posrednik Korotejka
- 1967 — Snežna kraljica (Снежная королева) — kralj
- 1967 — Žongler (Фокусник) — Rossomahin
- 1968 — Virineja (Виринея) — Mihajlo
- 1969 — Ne žaluj! (Не горюй!) — Jegor Zaletajev
- 1969 — Cikcak sreče (Зигзаг удачи) — Orešnikov
- 1969 — Sveti, sveti, moja zvezda (Гори, гори, моя звезда) — iluzionist Paša
- 1969 — Čajkovski (Чайковский) — Aljoša
- 1970 — Vrtiljak (Карусель) — Njuhin (film predvajan leta 1977)
- 1970 — Med visokimi stebli (Меж высоких хлебов) — Stroček
- 1970 — Beloruska postaja (Белорусский вокзал) — Ivan Prihodko
- 1971 — Gospodje sreče (Джентльмены удачи) — vzgojitelj Troškin, Docent
- 1971 — V tramvaju sta se vozila Ilf in Petrov (Ехали в трамвае Ильф и Петров) — Kapitulov
- 1972 — Tekači (Гонщики) — Kukuškin
- 1973 — Pod kamnitim nebom (Под каменным небом) — Kravcov
- 1973 — Večja sprememba (Большая перемена) — Lednev
- 1973 — Popolnoma brezupen (Совсем пропащий) — kralj
- 1974 — Nagrada (Премия) — brigadir Potanov (film je prejel Državno nagrado SZ, 1976)
- 1975 — Dolgo, dolgo opravilo (Длинное, длинное дело) — Lužin
- 1975 — Solo za slona in orkester (Соло для слона с оркестром) — epizoda
- 1975 — Afonja (Афоня) — Kolja
- 1975 — Starejši sin (Старший сын) — Sarafanov
- 1976 — Korak srečanja (Шаг навстречу) — serafin
- 1977 — Legenda o Thylu (Легенда о Тиле) — Lamme Goedzak
- 1977 — Mimino (Мимино) — Volohov
- 1978 — Smešni ljudje (Смешные люди) — regent Aleksej Aleksejevič
- 1978 — Poroka (Женитьба) — Ževakin
- 1978 — Duenja (Дуэнья)) — Mendoso
- 1978 — Smer (Трасса)
- 1978 — Običajni čudež (Обыкновенное чудо) — kralj
- 1978 — In to je vse o njem (И это всё о нём) — Prohorov (film je prejel Nagrado Leninovega komsomola)
- 1979 — Jesenski maraton (Осенний марафон) — sosed (film je prejel Državno nagrado RSFSR, 1981)
- 1979 — Veri in resnici (Верой и правдой) — Bannikov
- 1979 — Slovo v septembru (Отпуск в сентябре) — Kušak (film predvajan leta 1987)
- 1980 — Za vžigalicami (За спичками) — Antti Ihalainen
- 1981 — Povejte dobro besedo o revnem gusarju (О бедном гусаре замолвите слово) — Bubencov
- 1983 — Tekle so solze (Слёзы капали) — Vasin
- 1983 — Edinstvena stvar (Уникум) — epizoda
- 1984 — Čas in družina Conwayjev (Время и семья Конвей) — Alen
- 1985 — Hiša, ki jo je zgradil Swift (Дом, который построил Свифт) — velikan Gloom
- 1987 — Kin-dza-dza! (Кин-дза-дза!) — Uef
- 1988 — Ubiti zmaja (Убить дракона) — župan
- 1990 — Potni list (Паспорт) — stražar veleposlaništva
- 1993 — Nastja (Настя) — Jakov Aleksejevič
- 1993 — Ameriški ded (Американский дедушка) — Gogolev